# 台州市体育中心
台州市体育中心，是一个多用的体育场，位于浙江省台州市椒江区学院路888号，目前主要用于足球比赛。该体育场可容纳40000名观众，并于2003年开业。
台州市体育中心内还有跳水游泳馆（被评为“括苍杯”优质工程）、露天网球场等多个场馆。
张学友“二分之一世纪”演唱会曾在台州市体育中心举行。